# موكه (سقز)
قرية موكه (بالكردية: مۆکە) هي إحدى القرى التابعة لـسرا في ريف قسم مركزي من مقاطعة سقز، في محافظة كردستان الإيرانية.

## السكان
حسب إحصاءات سنة 2006، بلغ إجمالي السكان في موكه 71 نسمة وعدد المساكن 16 مسكن. لغة سكان موكه هي اللغة الكردية و هم من أهل السنة والجماعة والمذهب الشافعي.